# Проспект Олександра Поля
Проспект Олександра Поля — центральна вулиця Центрального району міста Дніпра. Одна з головних вулиць міста Дніпро. Названа на честь провідного міського й губернського підприємця й шляхтича Олександра Поля.
Тягнеться з півночі на південь з Дніпровської долини вгору на степове плато другого пагорбу. Довжина проспекту Олександра Поля 4400 м, з яких перші 300 м пішохідні.

## Історія
Історична катеринославська назва — вулиця Польова. Була дорогою з Катеринослава на Краснопілля й Сурсько-Литовське.
За радянської доби перейменували на проспект МОДРа (Міжнародна організація допомоги борцям революції).
У 1957 році перейменували на честь Сергія Кірова.
В 2016 році проспект перейменовано на честь Олександра Поля.
Тут виросла український політик, колишня прем'єр-міністрка України Юлія Тимошенко.

## Архітектура
Перші 300 метрів між Старокозацькою вулицею й проспектом Лесі Українки проспект Олександра Поля є пішоходним. Тут розташовані головні обласні адміністративні будівлі:
- Дніпропетровська обласна державна адміністрація (проспект Олександра Поля № 1)
- Дніпропетровська обласна рада (проспект Олександра Поля № 2)

Унизу забудована катеринославськими й сталінськими будівлями. Переважна частина, особливо середня й верхня забудовані «хрущовками». Верхня частина забудовувалася у 1960-ті роки житловим районом Вищний на відміну від Нижнього житлового району на вгорі Робітничої вулиці. У 1970-80-ті роки продовжилася забудова багатоповерховими будівлями переважно у нижній частині проспекту й на східному схилі балки Войцехова.
Закінчується проспект Олександра Поля на вулиці Титова, після якої вісь проспекту продовжує у Чечелівському районі вулиця Новокримська.

## Будівлі
- № 1— Дніпропетровська обласна державна адміністрація, збудована 1970 року,
- № 2— Дніпропетровська обласна рада, колишня Катеринославське комерційне училище, збудоване 1904 року за проектом Дмитра Скоробогатова,
- зліва — сквер Героїв,
- справа — Музей «Парк ракет»,
- № 11 — тц "Міріада, залишений фасад доходного дома Бокка 1913 року архітектора Дітриха Тиссена,
- № 18— Національнальна поліція Центрального району,
- № 19— Дніпровська дитяча художня школа № 1,
- № 20— Готель Smart та жк «Кіровський»,
- № 28а— Державна інспекція сільського господарства у Дніпропетровській області,
- № 37— Дніпровська міська станція юних техніків,
- № 46— Український науково-дослідний інститут технології машинобудування (УкрНДІТМ),
- № 48г— «Дніпро-Будінвест»,
- № 50в— Будинок культури глухих,
- № 50г— Дніпропетровська спортивно-технічна школа ТСОУ,
- № 57— Державна податкова інспекція,
- № 59— магазин Медтехніка Ортосалон
- № 70— Турклуб «Горизонт»,
- № 83— Дніпровський педагогічний коледж,
- № 86— Меблевий магазин «Затишок»,
- № 93— радіовежа — радянська глушилка західних радіостанцій, тепер — вежа мобільного зв'язку,
- № 98г— Дитячий садок єврейської громади імені Йосипа і Фаїні Циндліхт,
- № 102д— філія № 22 Дніпровської міської бібліотеки[3][4];
- № 104а— старий радянський універмаг «Славутич», а тепер торговий центр та офіс мережі гіпермаркетів Varus,
- № 111— Автотранспортний технікум Національного гірничого університету,
- № 121б— Управління праці та соціального захисту населення Дніпровської міської ради,
- № 133— Дніпровська вальдорфська школа,
- № 141а— Медичний центр Medical Plaza,
- № 145— Санітарна епідеміологічна станція Центрального району.

## Перехресні вулиці
- Старокозацька
- проспект Лесі Українки
- Володимира Антоновича
- Ульянова
- Херсонська
- Менахем Мендл Шнеєрсона
- Михайла Драгоманова
- Сергія Подолинського
- проспект Пилипа Орлика
- Політаєва
- Леоніда Стромцова
- Русанівська
- Гавриленко
- Титова
- Новокримська

## Транспорт
Вулицею прокладені тролейбусні маршрути № 1, 5 та 8, а також автобусні маршрути. Заплановано перспективне будівництво метрополітену під проспектом Олександра Поля через центр на ліву сторону під Слобожанським проспектом.

## Світлини

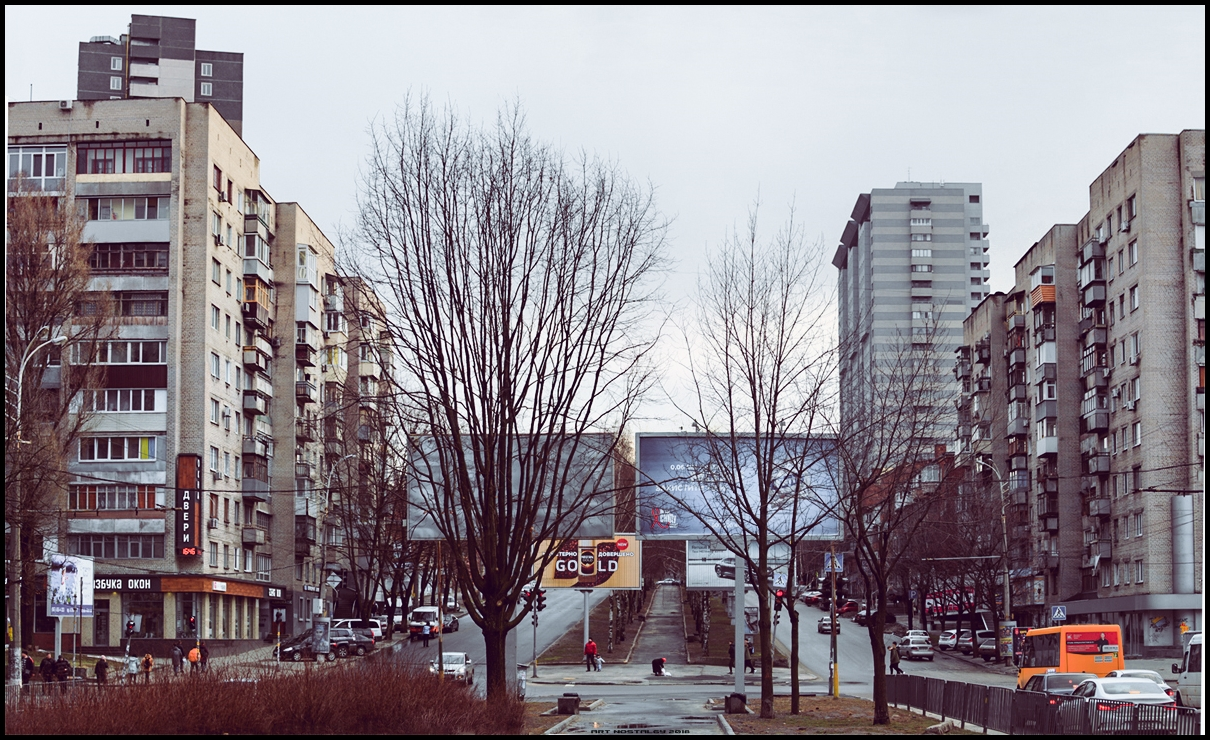
На початку проспекту О.Поля
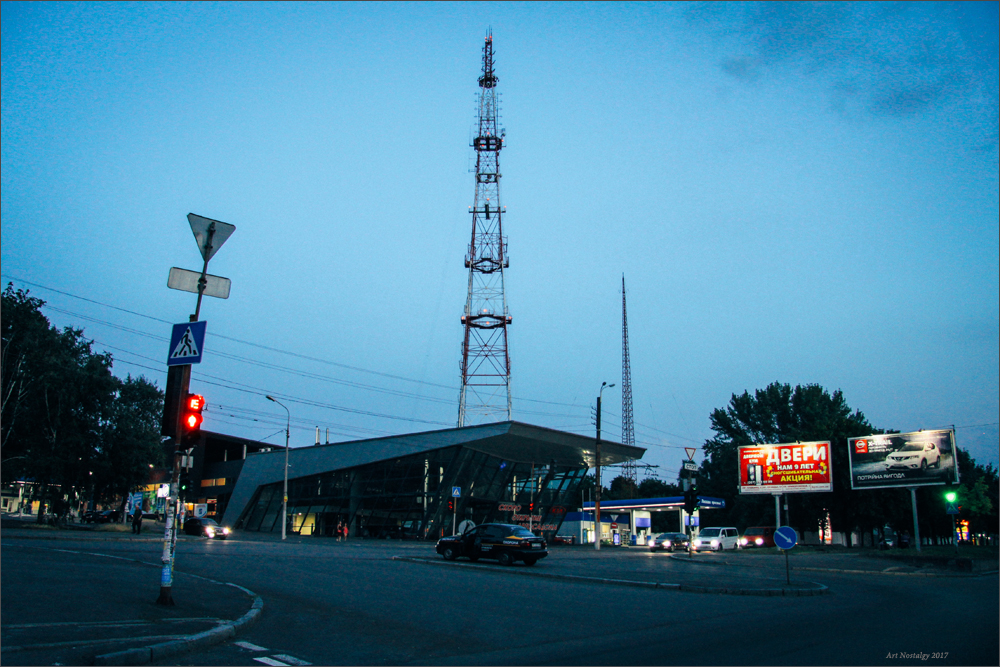
Перехрестя проспекту О.Поля і П.Орлика
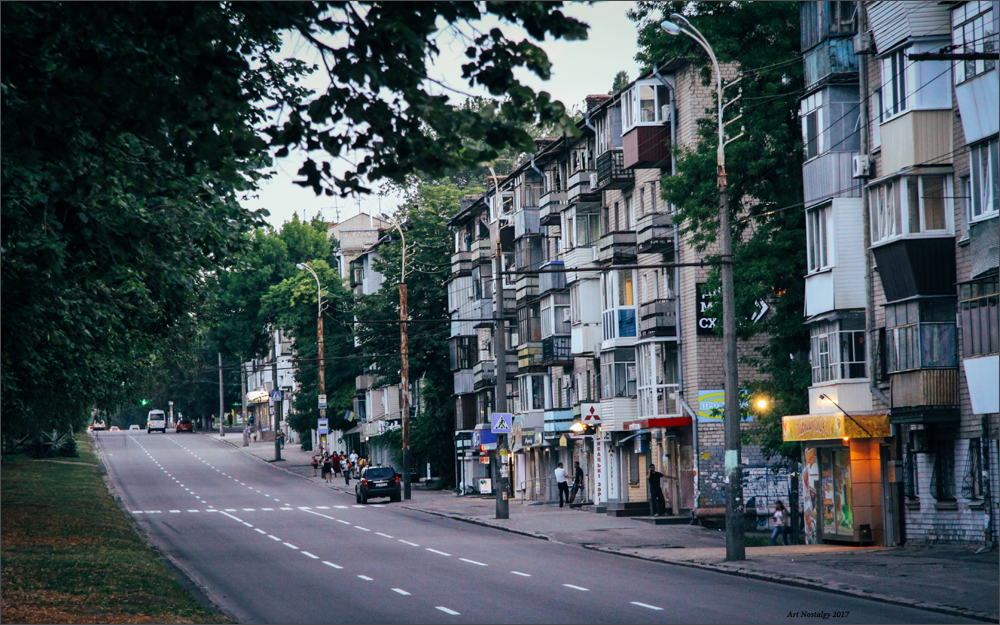
Проспект О.Поля від проспекту Орлика далі до вулиці Титова
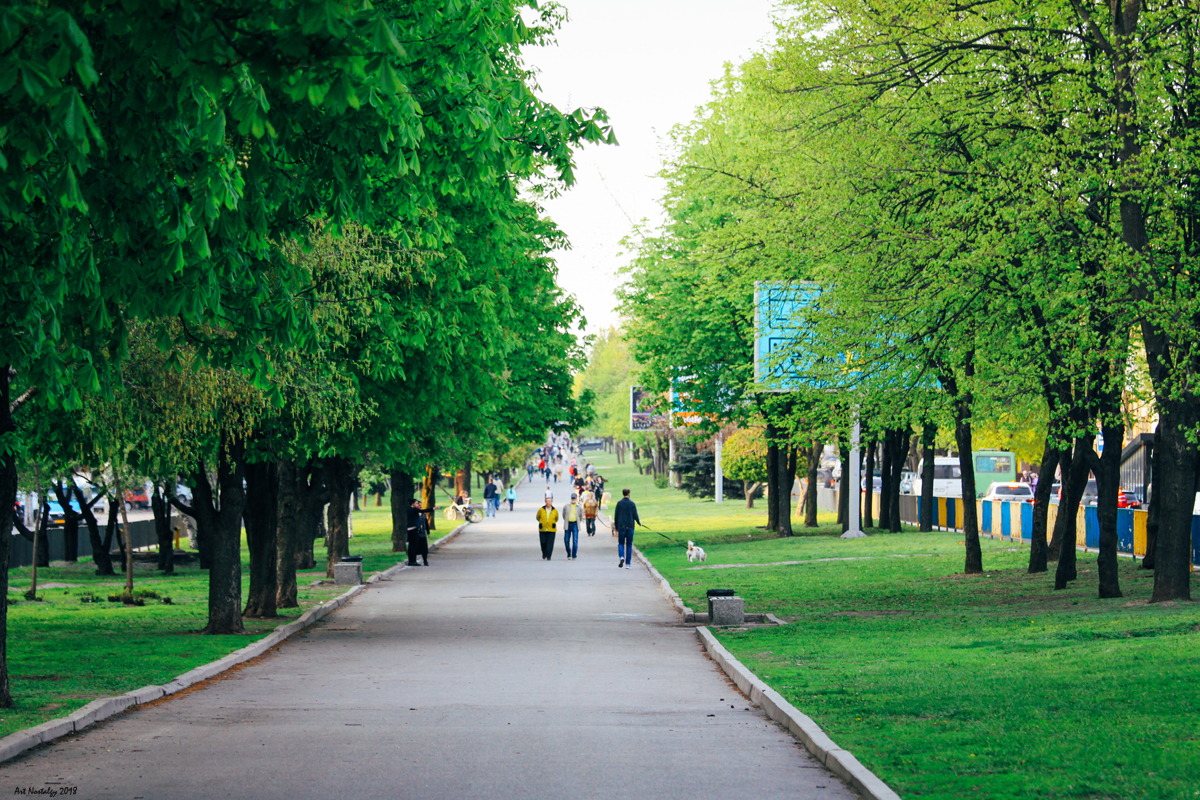
Бульварна частина в районі вулиці Титова
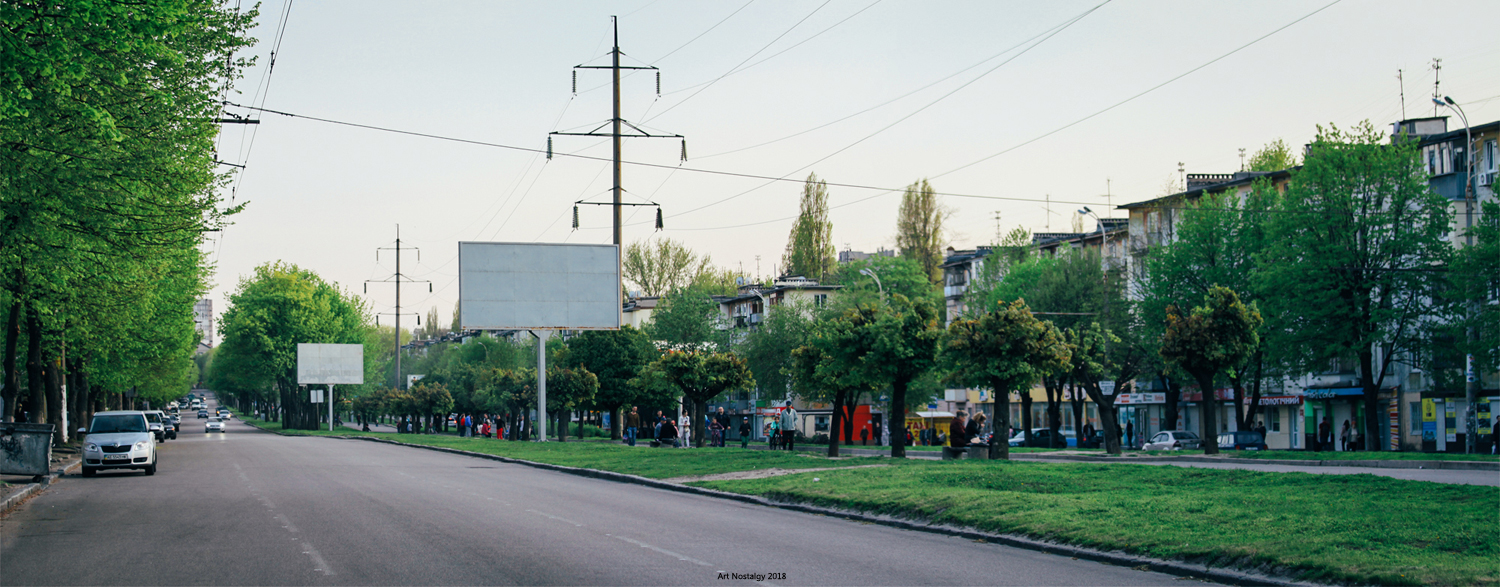
Проспект в районі перетину з вулицею Л.Стомцова